# 武蔵野中央公園
武蔵野中央公園（むさしのちゅうおうこうえん）は、東京都武蔵野市八幡町に広がる芝生が主体の都立公園。

## 概要
武蔵野市には東側に井の頭公園（一部は三鷹市）、西側に小金井公園（一部小金井市および西東京市）があり、両公園のほぼ中央側に位置している。公園面積は100,898.20 m2。樹木数は977本、16,260株。桜、コナラ、クヌギ、ケヤキ、コブシ、ハナミズキ、サザンカ、アジサイ、ツツジ等の植物が植えられている。園内には原っぱのほか、月待台、風を見る丘、遊具広場、テニスコート（人工芝4面）、ゲートボール場、バーベキュー広場がある。
はじめは芝生の公園であったが、後に草野球場が作られた。

## 歴史
元は中島飛行機武蔵製作所西工場（旧名中島飛行機多摩製作所）跡。現在も公園北側に旧中島飛行機であるSUBARUの社宅がある。戦後、現在の市役所（旧市役所は現在の市民文化会館の位置にあった）／競技場から東京都立武蔵野北高等学校までの一帯を米軍に接収されておりグリーンパークと呼ばれていた。時と共に順次返還が行われ、武蔵野中央公園は東京都に返還された。ちなみに、現在の武蔵野陸上競技場はもともと中島飛行機のグラウンドであった。武蔵製作所の跡地の大半は公共性の高い福祉会館、団地、病院、小学校、高等学校など事業に使用されている。なお、一部の土地を国鉄清算事業団が所有していた。これは、中央本線支線（通称：武蔵野競技場線）の武蔵野競技場前駅跡部分が該当しているため。のち、民間に払い下げられている。

## アクセス
交通アクセス
- JR中央線 三鷹駅、JR中央線・京王電鉄井の頭線 吉祥寺駅から西武柳沢駅行きバス「武蔵野中央公園」下車

## 周辺施設
- 武蔵野市役所
- NTT武蔵野研究開発センタ
- 武蔵野北高等学校
- 武蔵野陸上競技場、武蔵野総合体育館
- 武蔵野プール（武蔵野温水プール）
- 武蔵野軟式野球場
- 武蔵野庭球場（テニスコート）
- 緑町公団住宅
- 武蔵野陽和会病院
- 武蔵野東小学校
- グリーンパーク商店街（京王ストア武蔵野店などがある）

など